# Imigração libanesa no Brasil
A imigração libanesa no Brasil foi o movimento de pessoas do atual território do Líbano para o Brasil. O processo imigratório começou antes de o atual Líbano existir enquanto país, ainda na época em que a região era dominada pelo Império Turco-Otomano. Embora os primeiros libaneses tenham chegado ao Brasil por volta da década de 1880, a grande maioria chegou na primeira metade do século XX.
A maioria dos imigrantes libaneses fixou residência no estado de São Paulo, e um número menor em Minas Gerais e no Rio de Janeiro. Juntos, esses três estados concentravam 75% dos 50.337 libaneses e sírios registrados no censo brasileiro de 1920.
Os libaneses que vieram para o Brasil eram em sua maioria cristãos. Muitos imigraram para o Brasil devido a perseguições às comunidades cristãs do Oriente Médio perpetradas pelo Império Turco-Otomano, bem como por razões econômicas. A maior parte dos imigrantes dedicou-se ao comércio, iniciando sua carreira como mascates. À medida que iam acumulando alguma poupança, passavam a vender produtos mais valorizados e a aprimorar seu negócio, até conseguir abrir sua própria casa comercial. O objetivo final de muitos era montar sua própria indústria.
Atualmente, seus descendentes têm forte participação na economia e na política brasileira. São muitos os descendentes de libaneses entre os parlamentares do Congresso do Brasil, por exemplo. Os libaneses também deixaram importantes contribuições no cotidiano brasileiro, inclusive na culinária, sendo que pratos de origem árabe fazem hoje parte da mesa do brasileiro.

## Causas da imigração
Os principais motivos da imigração foram forças político-religiosas, econômicas e mistas.

### Perseguição aos cristãos
Na época em que o atual território do Líbano estava sob domínio islâmico do Império Turco-Otomano, as comunidades cristãs da região eram perseguidas pelos muçulmanos e foram vítimas de severos sofrimentos perpetrados pelos turcos. Isso explica por que a grande maioria dos imigrantes árabes era de cristãos.
Entre 1884 e 1933, 130.000 sírios e libaneses entraram no Brasil pelo Porto de Santos, dos quais 65% eram cristãos católicos (maronitas e melquitas), 20% eram cristãos  ortodoxos orientais e 15% eram muçulmanos (xiitas e sunitas) ou drusos.

### Dificuldades econômicas
Outro fator que explica a imigração libanesa para o Brasil era a escassez de terras. Devido à partilha dos pequenos lotes entre os filhos, as propriedades rurais ficaram cada vez menores, tornando difícil a sobrevivência de núcleos familiares pelo trabalho da terra. Assim, esses indivíduos buscavam na emigração melhores condições de vida. 

## Evolução na sociedade brasileira
A maior parte dos imigrantes árabes no Brasil dedicou-se ao comércio. Embora muitos fossem pobres e provenientes de regiões agrárias, foram poucos os árabes que se tornaram agricultores no Brasil. Isso porque o meio rural no Brasil era miserável, bem como o sistema de compra de terras era muito difícil, não sendo atrativo para eles.
Muitos árabes no Brasil tornaram-se mascates. Naquela época, já existiam mascates portugueses e italianos, em São Paulo e no Rio de Janeiro; contudo a "mascateação" acabou por se tornar uma característica da comunidade árabe. Nos primeiros anos de trabalho, os árabes perambulavam pelas cidades interioranas e, principalmente, pelas fazendas de café, vendendo somente miudezas e bijuterias. À medida que conseguiam aumentar o seu capital, passavam também a vender tecidos, lençóis, roupas prontas, dentre outros artigos. Com um novo aumento de capital, contratavam um ajudante ou compravam uma carroça. Ao fazer mais poupança, estabeleciam uma casa comercial. O último objetivo era estabelecer sua própria indústria.
A maior parte dos sírios e libaneses que vieram para o Brasil era de homens solteiros, cujo objetivo era acumular riqueza e retornar à terra natal. Portanto, não tinham medo de tornarem-se mascates pois, apesar de ser um trabalho que gerava grande desgaste decorrente das várias horas de caminhadas diárias e dos dias longe da família, era uma atividade em que eles eram seus próprios patrões, sem que precisassem ser empregados contratados, como colonos ou operários. Esse trabalho facilitaria o retorno ao país de origem, uma vez que não estavam presos a um contrato de trabalho.
Trabalhar como mascate trazia riscos, mas também vantagens. Era um trabalho que dispensava ter habilidade técnica ou muitos recursos financeiros, bem como não exigia um domínio mais que rudimentar do idioma português. Ademais, o desemprego não era uma ameaça constante para eles, como era para os colonos e operários. Na visão dos libaneses, ser mascate permitia, a despeito de todo o desgaste físico, atingir mais rapidamente a prosperidade econômica.
Segundo um levantamento de 1906 na cidade de São Paulo, das 315 firmas de sírios e libaneses, 80% eram dedicadas à venda de tecidos a varejo e armarinhos. Durante a I Guerra Mundial, os árabes no Brasil conseguiram aumentar ainda mais seus lucros, devido à interrupção da importação dos produtos vindos da Europa. Muitos árabes alcançaram definitivamente a ascensão social no Brasil com a sua entrada no setor industrial do país. Isso ocorreu sobretudo nas primeiras décadas do século XX, com o aumento do processo de substituição de importações.

### Casamentos e endogamia
Embora houvesse um número muito maior de homens do que de mulheres entre os imigrantes árabes no Brasil, cerca de metade dos sírios e libaneses no Brasil casou dentro do próprio grupo. Segundo relatório de 1927, eles realizaram casamento dentro da comunidade em 50,5% das vezes.
O censo de 1960 mostrou que 55,2% dos casamentos entre libaneses eram endogâmicos, ficando atrás apenas dos japoneses (69,7%). As mulheres árabes eram bem mais endogâmicas que os homens. 82% das mulheres sírias e libanesas casaram-se com compatriotas, contra 39% de seus conterrâneos homens.

### A importância dada à educação

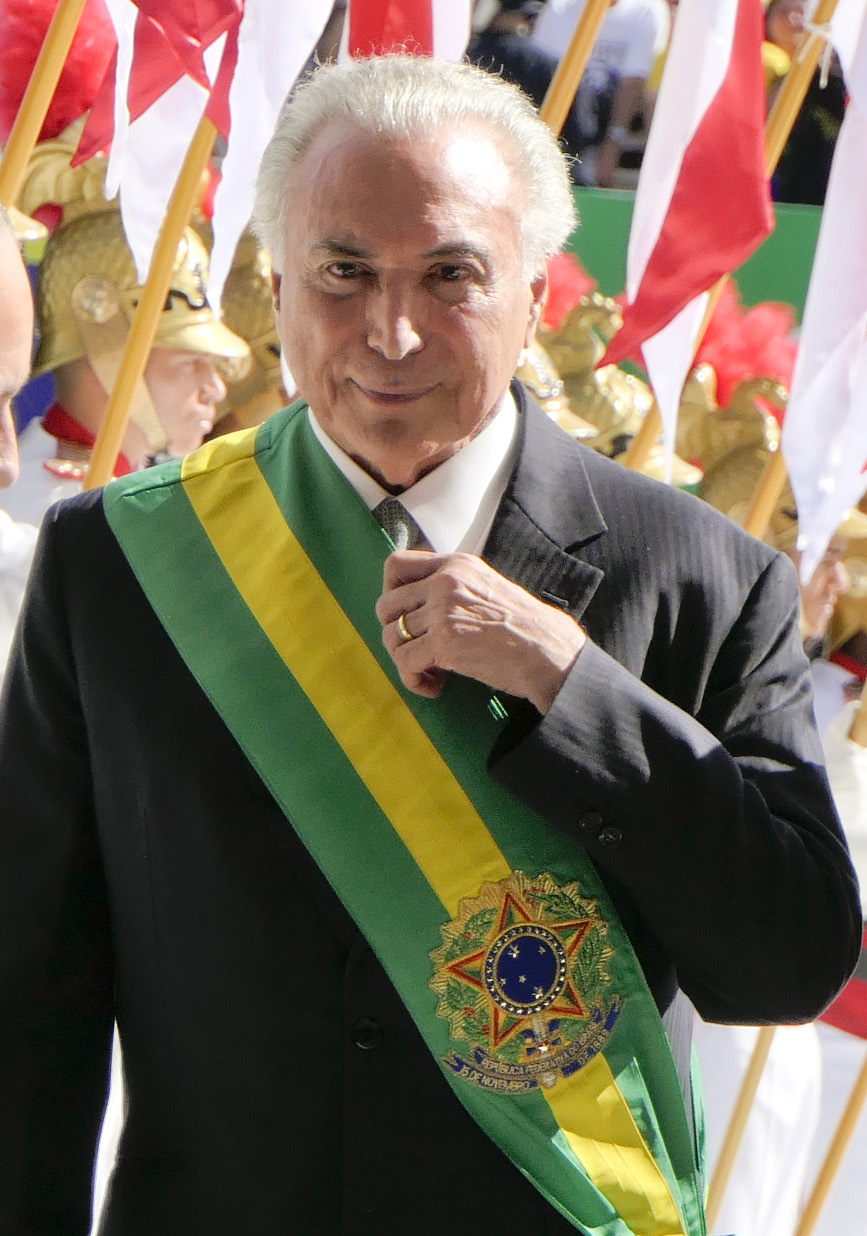
Muitos descendentes de libaneses estão na política brasileira, mas Michel Temer foi o primeiro a ser Presidente da República.

Os libaneses foram dos imigrantes que mais alcançaram importância social no Brasil. Além de conquistar o sucesso econômico, os imigrantes árabes buscavam status social. Para isso, precisavam ter filhos "doutores". As famílias libanesas esforçaram-se para que seus filhos estudassem e se tornassem "autoridades". Na mentalidade dos árabes, seus filhos deveriam ingressar em cursos que lhes proporcionassem ser trabalhadores autônomos ou profissionais liberais, para que não precisassem ser empregados de alguém após formados.
As famílias árabes no Brasil preocupavam-se com a formação universitária dos filhos, porquanto objetivavam a mobilidade social, o prestígio e o privilégio sociais que um título de "doutor" proporcionaria. A valorização dada aos estudos ocorria sobretudo pelo desejo de alcançar o sucesso econômico-social e adentrar a elite brasileira. Assim, a inserção desses imigrantes, em particular em Minas Gerais, não ocorreu somente pelo comércio e pela indústria, mas também pela política, principalmente por intermédio de seus descendentes "doutores".

### O sucesso na política
Os descendentes de libaneses têm forte participação na política brasileira. Em 2015, 8% dos parlamentares do Congresso do Brasil eram de ascendência libanesa, uma porcentagem muito maior do que a sua presença na população em geral. Esse ativismo político pode ser explicado pelo êxito econômico e pelos investimentos em educação das famílias árabes no Brasil. Dessa forma, seus descendentes conseguiram penetrar diferentes segmentos da política brasileira, nos mais diferentes partidos políticos e sob várias ideologias. Segundo pesquisa de 1999, conduzida por Simon Schwartzman, descendentes de árabes e de judeus eram os dois grupos mais bem sucedidos no Brasil do ponto de vista econômico. O ex-Presidente da República, Michel Temer, é filho de libaneses.

### A influência na cultura brasileira

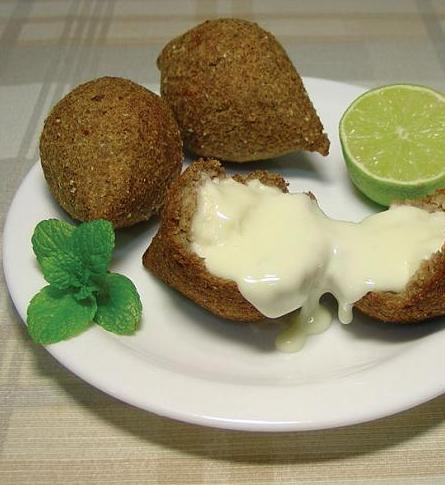
O quibe frito, já modificado com inovação brasileira (recheado com requeijão), guarnecido de hortelã e limão.

A influência libanesa no Brasil, além de observável nos campos político e econômico, também ocorre sobretudo na culinária. Alimentos como o quibe, a esfiha, o tabule e a coalhada seca, antes circunscritos aos restaurantes típicos, há várias décadas fazem parte da mesa do brasileiro. A popularização, sobretudo do quibe e da esfiha, fez com que esses alimentos fossem incorporados a bares e padarias do país.

## A dúvida quanto ao número de descendentes
Entre 1880 e 1969, 140.464 imigrantes do Oriente Médio entraram no Brasil, sendo que a vasta maioria deles entrou na primeira metade do século XX. A maioria era dos atuais Líbano e Síria. A partir da década de 1970, a imigração tornou-se pouco numerosa, com talvez 500 ou 700 imigrantes entrados anualmente, sobretudo vindos do sul do Líbano e da Palestina.
O censo brasileiro de 1920 contabilizou 50.337 sírios e libaneses no Brasil, 38,4% destes no estado de São Paulo. No censo de 1940, 107.074 brasileiros afirmaram ser filhos de pai sírio, libanês, palestino, iraquiano ou árabe. Os árabes nativos eram 46.105 e os naturalizados brasileiros, 5.447. O Brasil tinha 41.169.321 habitantes na época do censo, então árabes e brasileiros nascidos de pai árabe representavam 0,38% da população do Brasil, em 1940. O censo de 1940 foi o último a questionar o local de nascimento dos pais.  Em 1960, foram registrados 23.585 libaneses no Brasil. Nos censos seguintes, a população libanesa foi diminuindo constantemente: 21.243 em 1970 e 15.331 em 1980.
| Local             | 1920   | 1940   |
| ----------------- | ------ | ------ |
| Brasil            | 50.337 | 48.970 |
| São Paulo         | 19.285 | 24.084 |
| Rio de Janeiro    | 9.321  | 9.051  |
| Minas Gerais      | 8.684  | 5.902  |
| Rio Grande do Sul | 2.656  | 1.093  |

Apesar do número relativamente pequeno de imigrantes libaneses no Brasil, reportagens e museus de imigração costumam afirmar que, atualmente, há entre 6 e 10 milhões de libaneses, sírios e descendentes no Brasil ou que "o Brasil tem mais libaneses que o Líbano".
No livro Um Outro Arabesco - Etnicidade Sirio-Libanesa no Brasil neoliberal, o professor John Tofik Karam, da Universidade DePaul, de Chicago, questiona como menos de 200 mil imigrantes libaneses possam ter gerado 6 milhões de descendentes no Brasil, em um século. No livro, o pesquisador cita reportagem do ano 2000 da Revista Veja, segundo a qual "se estimava" haver 7 milhões de cidadãos de origem sírio-libanesa no Brasil. O pesquisador descobriu que esse número foi repassado à Revista Veja por um dono de uma agência de publicidade, filho de libaneses. Karam suspeita que esses números de descendentes tenham sido introduzidos em entrevistas para reportagens e em pesquisas acadêmicas por esse publicitário e outras pessoas relacionadas. Segundo o professor, os árabes no Brasil mantêm uma presença privilegiada na economia e nos círculos políticos e eles superestimam o seu número real na população brasileira como meio de fortalecer o seu lugar na sociedade local.
O autor faz uma comparação com os números dos Estados Unidos. Entre 1870 e 1930, cerca de 130.000 sírios e libaneses imigraram para os Estados Unidos. Depois de 1967, mais 250.000 pessoas do Oriente Médio imigraram para os Estados Unidos. Embora tenha recebido mais imigrantes árabes que o Brasil, o número de seus descendentes nos Estados Unidos está estimado em torno de 2,5 milhões. Segundo Karam, o número de árabes nos Estados Unidos é subestimado, ao passo que no Brasil é superestimado.
Segundo pesquisa do IBGE de 2008, 0,9% dos brasileiros brancos entrevistados disseram ter origem familiar no Oriente Médio, o que daria cerca de 1,8 milhão de pessoas se extrapolado para uma população de 200 milhões de brasileiros. Segundo outra pesquisa, de 1999, do sociólogo, ex-presidente do Instituto Brasileiro de Geografia e Estatística (IBGE), Simon Schwartzman, somente 0,48% dos brasileiros entrevistados afirmaram ter ancestralidade árabe, percentual que, numa população de cerca de 200 milhões de brasileiros, representaria em torno de 960 mil pessoas.